# アムラ城

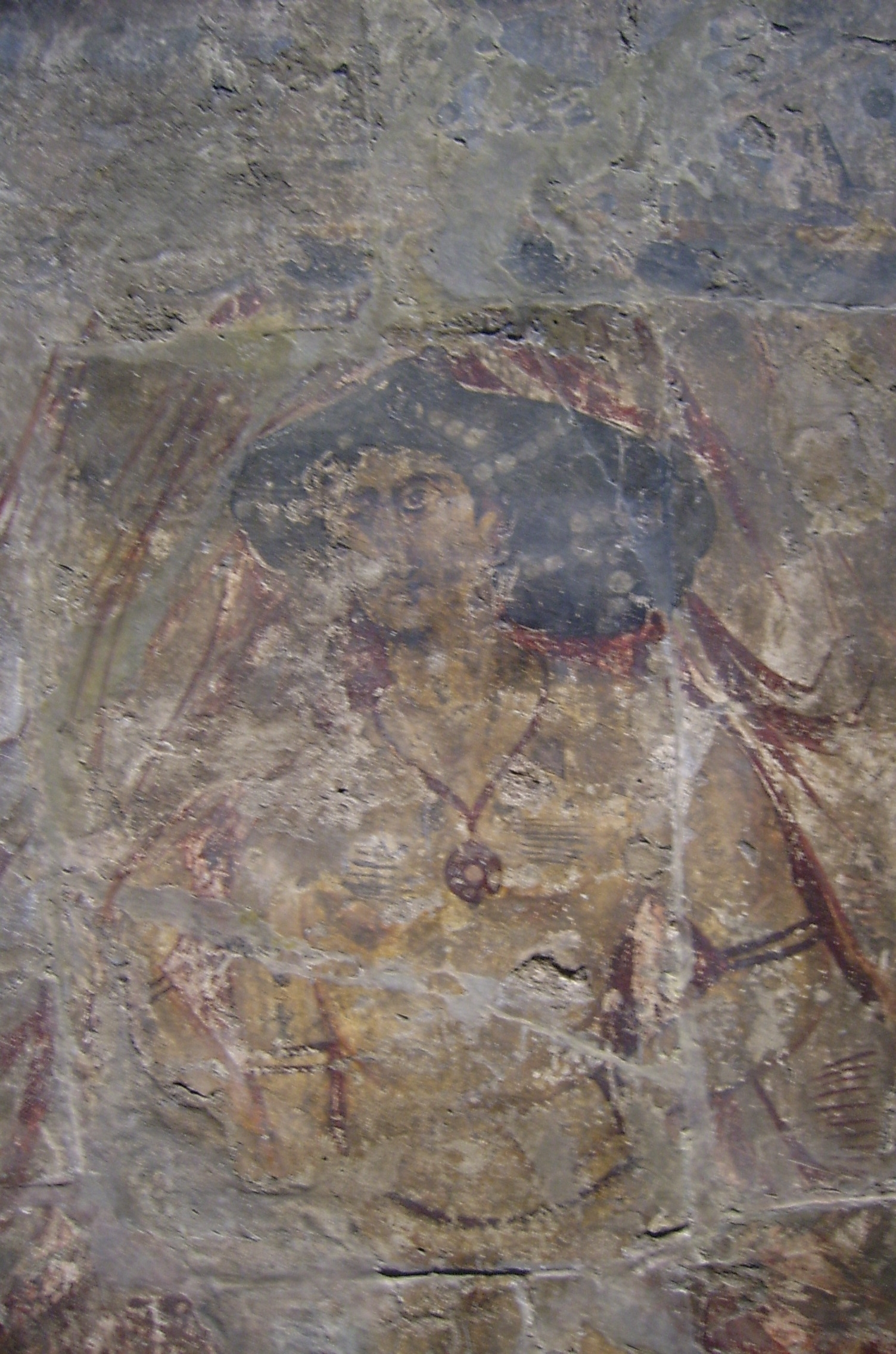
場内の壁画

アムラ城（―じょう）、もしくはカスル・アムラ（アラビア語 قصر عمرة Qaṣr 'Amra）は、ヨルダンにある浴場施設を中心としたウマイヤ朝時代の城館遺跡である。クサイル・アムラ（Quṣair 'Amra）ともいう。1985年、ユネスコの世界遺産（文化遺産）へ登録（ID327）。

## 概要
アムラ城は、ヨルダンの首都アンマンの東、約80kmにある。外観は、ドーム型の屋根になっている。内部には、サウナのような施設や、深さ25mの井戸も残っている。
8世紀頃のウマイヤ朝の王（壁画銘文より711年以降のワリード1世と思われる）が、離宮として建設したといわれている。表向きは征服した地の警戒のために建てられたと言われているが、実際には、厳格なイスラム教徒の目をそらし、王族達が快楽を享受するための離宮だったと考えられている。
館内には、天体図や砂漠の動物、裸婦などのフレスコ技法で描かれた壁画が残っている。とくに「謁見室」に描かれたフレスコ画には4人の支配者と思しき人物が描かれており、ギリシア語とアラビア語による銘文により、左右の一方にビザンツ皇帝（カエサル）、西ゴート王国末期の王ロドリーゴ、もう一方にはサーサーン朝皇帝ホスロー、エチオピア王ネグスと確認できる。
現存するイスラーム帝国以降の浴場（ハンマーム）施設としては最古の部類に入る。ドームやヴォールト部分をふくめ建物全体がほぼ完全に原形を保っており、また後期ヘレニズム様式の影響が残るフレスコ画は美術史の上でも貴重な資料でもある。

## 登録基準
この世界遺産は世界遺産登録基準のうち、以下の条件を満たし、登録された（以下の基準は世界遺産センター公表の登録基準からの翻訳、引用である）。
- (1) 人類の創造的才能を表現する傑作。
- (3) 現存するまたは消滅した文化的伝統または文明の、唯一のまたは少なくとも稀な証拠。
- (4) 人類の歴史上重要な時代を例証する建築様式、建築物群、技術の集積または景観の優れた例。